# Domagoj Vida
Domagoj Vida (ur. 29 kwietnia 1989 w Našicach) – chorwacki piłkarz, występujący na pozycji obrońcy w greckim klubie AEK Ateny oraz w reprezentacji Chorwacji. Srebrny medalista Mistrzostw Świata 2018 i brązowy medalista Mistrzostwa Świata 2022.

## Kariera klubowa
Domagoj Vida jest wychowankiem klubu NK Osijek. W rozgrywkach Prva HNL zadebiutował w wieku 17 lat, 11 listopada 2006 podczas przegranego 0:3 spotkania z Cibalią. W sezonie 2006/2007 Vida wystąpił łącznie w 12 ligowych pojedynkach, a NK Osijek zajęło w końcowej tabeli szóstą lokatę. W kolejnych rozgrywkach był już podstawowym zawodnikiem swojego klubu. Rozegrał 21 meczów w Prva HNL, a na początku sezonu przez miesiąc był wykluczony z gry z powodu kontuzji. NK Osijek zajęło w lidze trzecie miejsce i nie zakwalifikowało się do europejskich pucharów.
19 kwietnia 2009 Vida strzelił pierwszą w karierze bramkę dla swojej drużyny, a ta zremisowała z Cibalią 1:1. W sezonie 2008/2009 NK Osijek po raz drugi z rzędu zakończyło ligowe zmagania na trzeciej pozycji, jednak tym razem wywalczyło sobie awans do eliminacji Ligi Europy. Vida w 30 pojedynkach otrzymał 12 żółtych kartek. Kontrakt Chorwata z NK Osijek był podpisany do 30 czerwca 2010.
29 kwietnia 2010 Bayer 04 Leverkusen poprzez swoją oficjalną stronę internetową poinformował, że od nowego sezonu Vida będzie zawodnikiem niemieckiego klubu.
W 2011 roku przeszedł za darmo do Dinamo Zagrzeb. 2 stycznia 2013 podpisał 5-letni kontrakt z Dynamem Kijów
3 stycznia 2018 został piłkarzem Beşiktaşu JK.

## Kariera reprezentacyjna
W 2007 zadebiutował w reprezentacji Chorwacji do lat 21 i od tego czasu stał się jej podstawowym zawodnikiem. W reprezentacji seniorów zadebiutował 23 maja 2010 w wygranym 2:0 meczu towarzyskim z Walią. Na Mistrzostwach Świata 2018 wywalczył z reprezentacją srebro, a na Mistrzostwach Świata 2022 brązowy medal.

## Odznaczenia
- Order Księcia Branimira (2018)[6]